# Dôme de la Sache
Il Dôme de la Sache (3.588 m s.l.m.) è una montagna delle Alpi della Vanoise e del Grand Arc nelle Alpi Graie. Si trova nel dipartimento francese della Savoia ed a sud del mont Pourri.

## Salita alla vetta

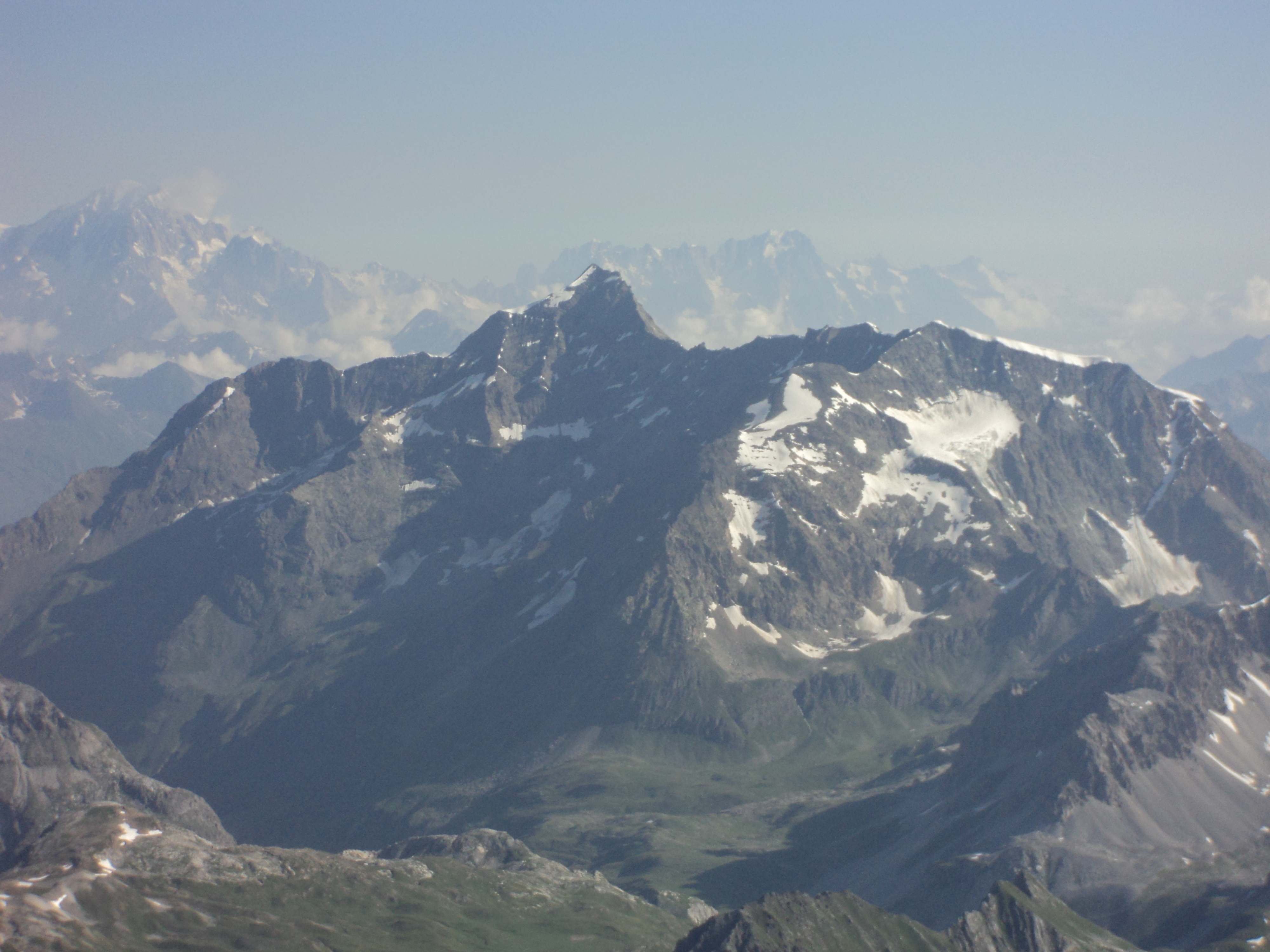
Il Massiccio del Monte Pourri visto dalla vetta della Grande Casse. In primo piano il Dôme de la Sache.

Si può salire sulla montagna partendo dal Refuge du Mont Pourri.